# Aloe elegans
Aloe elegans är en grästrädsväxtart som beskrevs av Agostino Todaro. Aloe elegans ingår i släktet Aloe och familjen grästrädsväxter. Inga underarter finns listade i Catalogue of Life.